# Josephinische Landesaufnahme

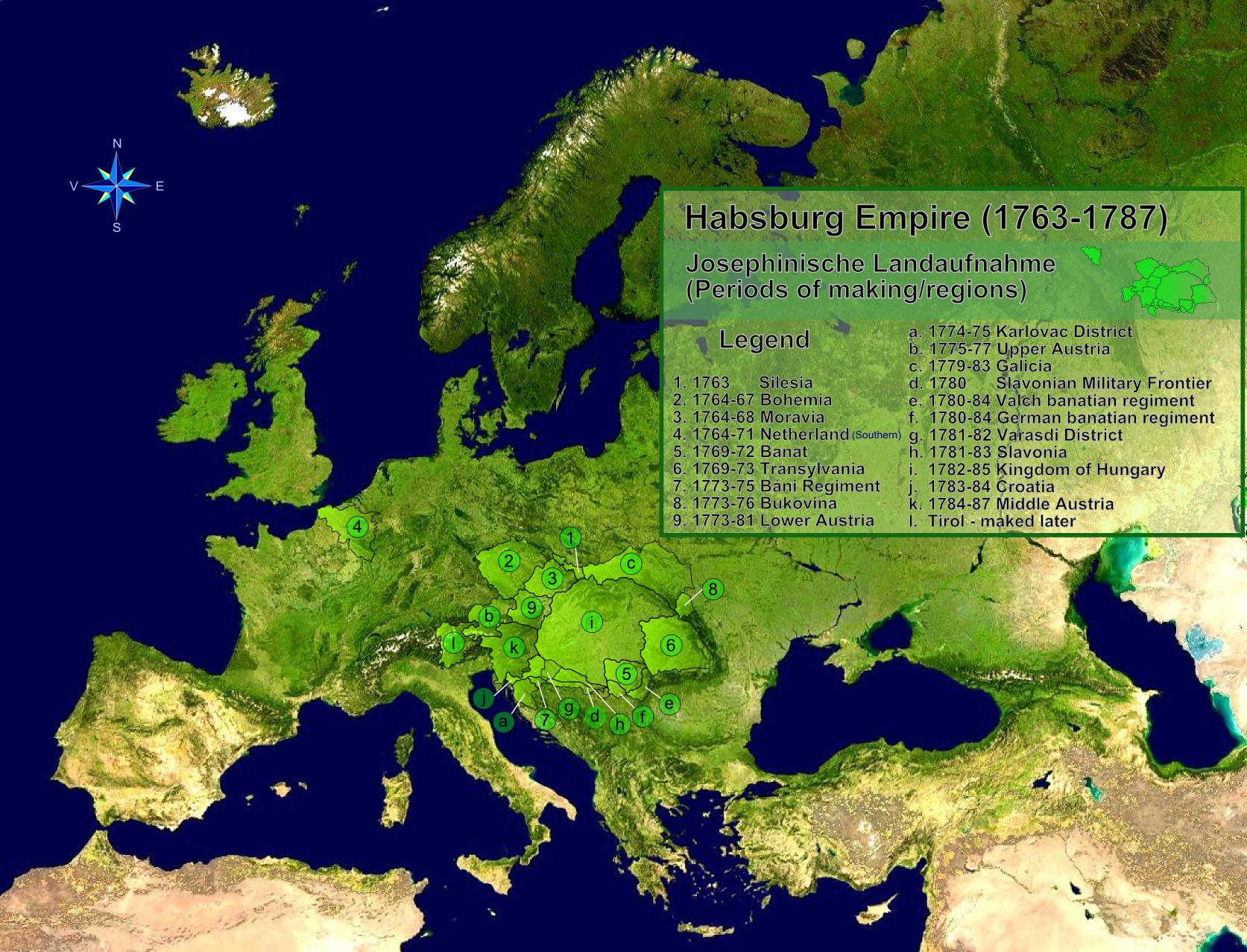
Josephinische Landesaufnahme – regionale Verteilung der Zeiten der Landesaufnahme

Die Josephinische Landesaufnahme, auch Erste Landesaufnahme, ist das erste umfassende Landkartenprojekt (Landesaufnahme) im Herrschaftsbereich der Habsburgermonarchie der 1760er bis 1780er Jahre. Sie ist nach dem Erzherzog von Österreich und römisch-deutschen Kaiser Joseph II. benannt.
Die 3.589 handgezeichneten farbigen Kartenblätter (später erweitert auf 4.096 Sektionen) umfassen die Habsburgischen Erblande; sie werden im Kriegsarchiv des Österreichischen Staatsarchivs aufbewahrt und wurden 2016 in das Nationale Dokumentenerberegister „Memory of Austria“ der UNESCO aufgenommen.

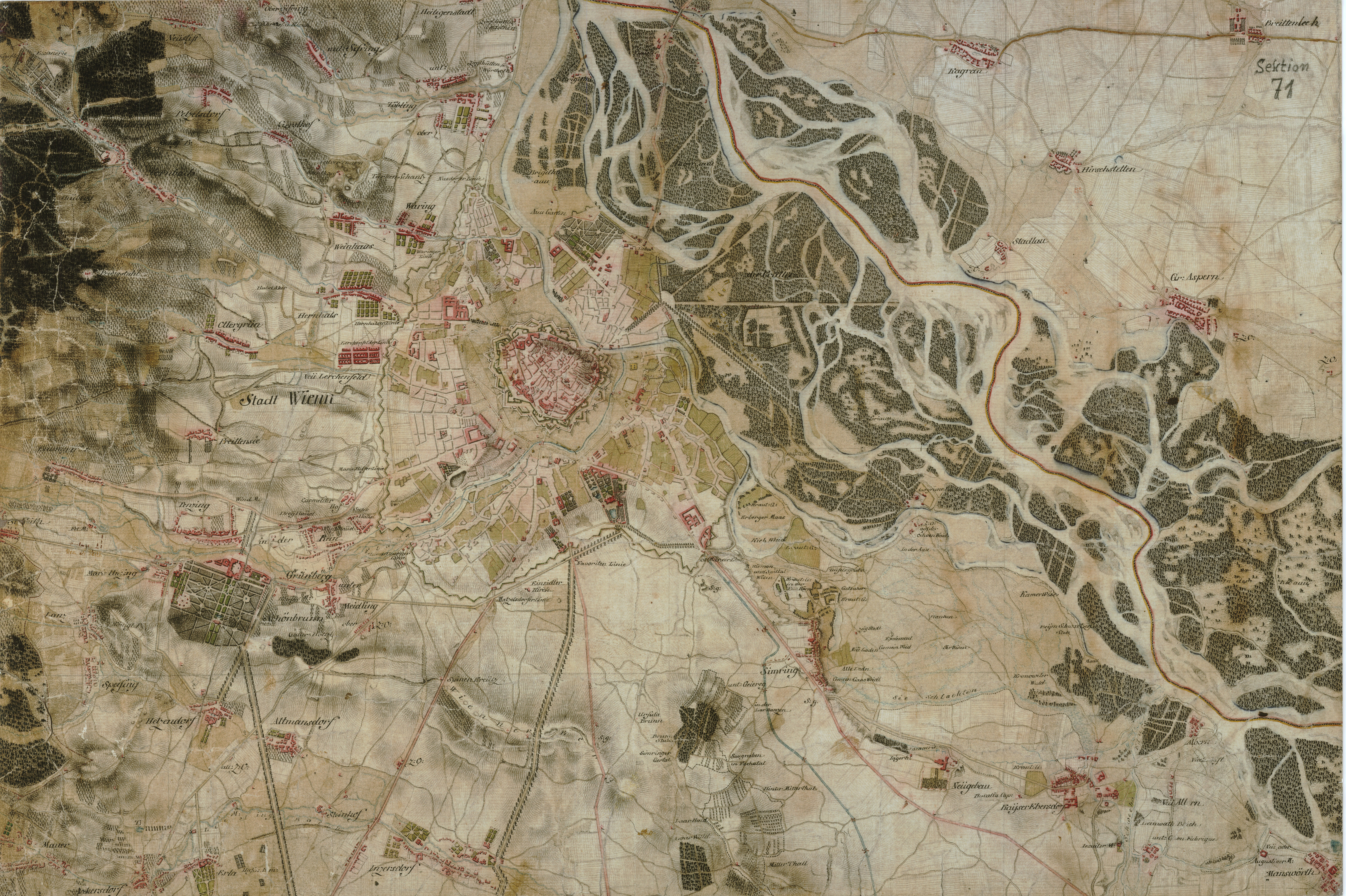
Wien und Umgebung

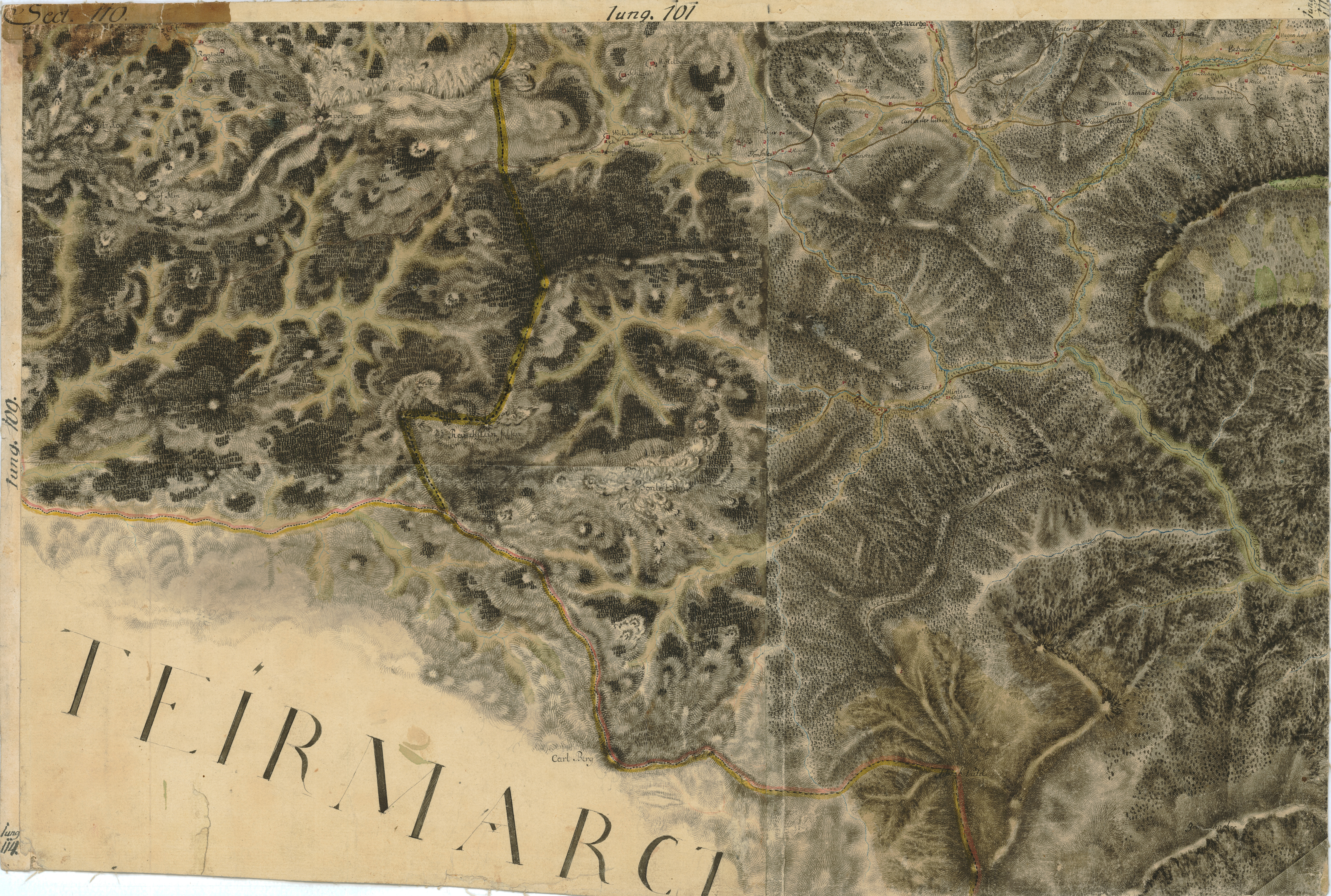
Gebirgsgegenden sind nur schematisch dargestellt (Rax)

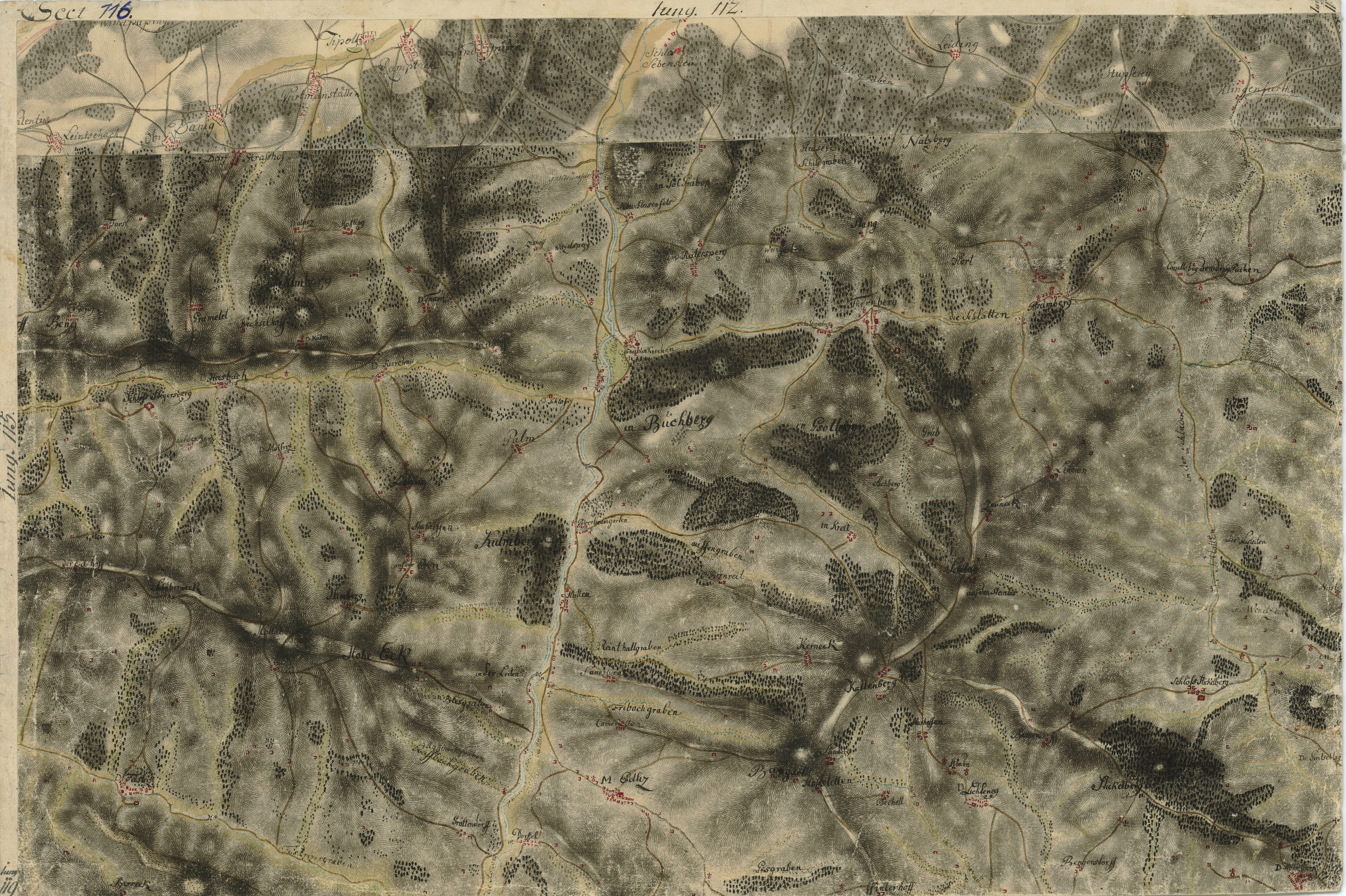
Edlitz und das Pittental

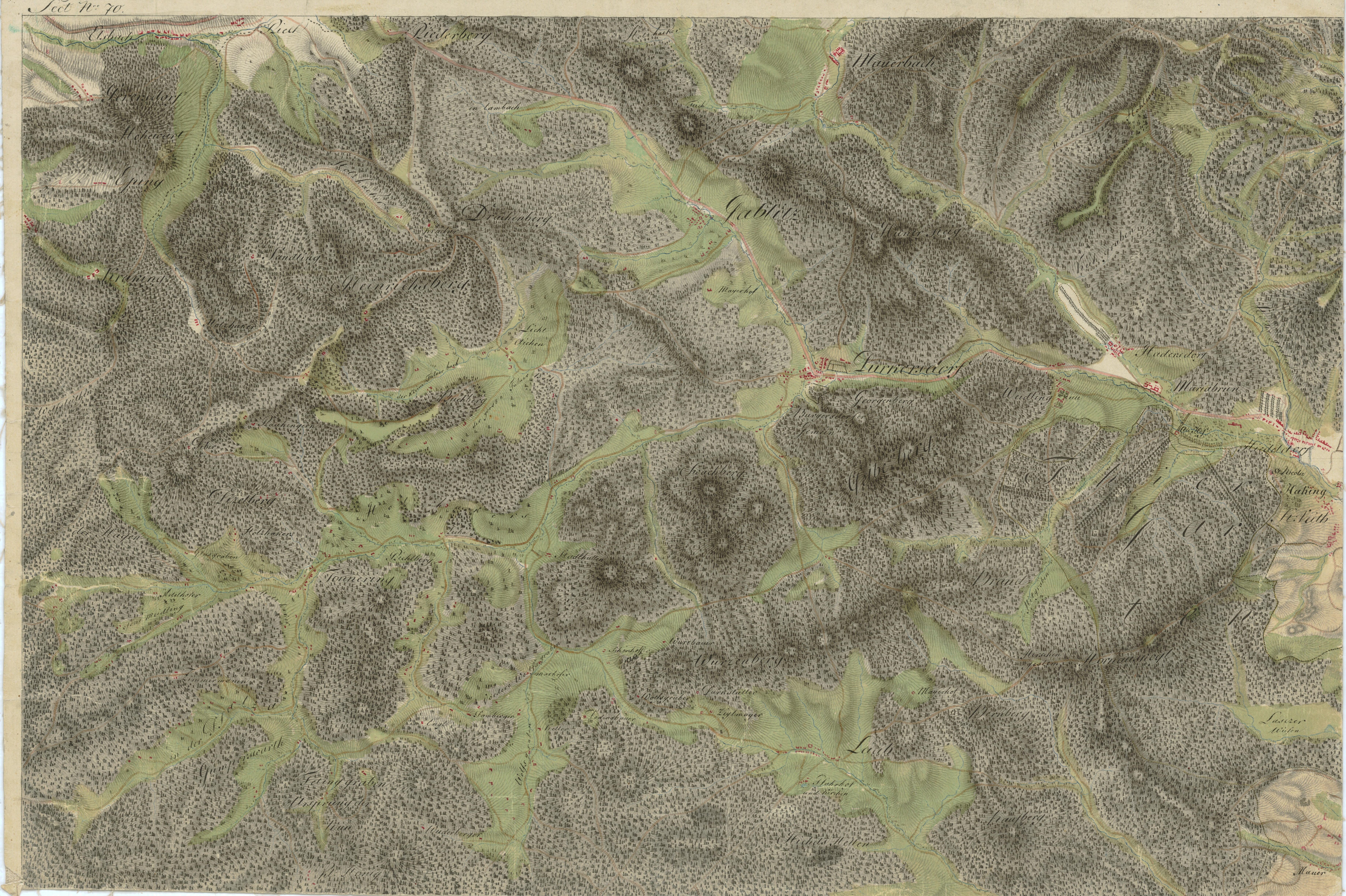
Wienerwald bei Purkersdorf, Gablitz und dem Tal des Wienflusses

## Entstehung und Umfang
Anstoß für die Landesaufnahme gaben militärische Überlegungen. Im Siebenjährigen Krieg 1756 bis 1763 hatte sich das Fehlen verlässlicher Landkarten für die österreichischen Truppen als großer Nachteil erwiesen. Feldmarschall Daun schlug Maria Theresia 1764 vor, ihre Länder von Offizieren des Generalstabes (Generalquartiermeisterstab) kartographisch aufnehmen zu lassen. In der Zeit vorher war die Erstellung von Landkarten Angelegenheit privater Grundeigner gewesen, die einschlägige Karten zur Dokumentation ihres Besitzes anfertigen ließen. Am 13. Mai 1764, nach Genehmigung durch die Kaiserin, erteilte der Hofkriegsrat entsprechende Befehle zu einer ersten umfassenden Landesaufnahme. Die Arbeiten wurden in Böhmen und Mähren begonnen.
Die Josephinische Landesaufnahme wurde unter der Regentschaft von Maria Theresia begonnen und unter Joseph II. abgeschlossen. Die Karten sind handgezeichnet und hatten zunächst den Maßstab 1 Wiener Zoll: 400 Wiener Klafter (etwa 1:28.800).
Neben den punktuellen Höhenkoten wurden zur Darstellung der Höhenentwicklung über die Fläche Schraffuren, die die lokale Steigung und Richtung der Falllinie nachzeichnen, genutzt und noch nicht Höhenschichtlinien.
Aus den Blättern der Landesaufnahme wurden Landkarten im vierfach verkleinerten Maßstab von ca. 1:115.200 abgeleitet. Diese Blätter werden ebenfalls als „Josephinische Landesaufnahme“ bezeichnet.
Als ein Vorläufer der Josephinischen Landesaufnahme gilt die Carte des environs de Schönbrun et ceux de Laxemburg des Südwestens von Wien aus dem Jahr 1755. Autor dieser Karte war Jean-Baptiste Brequin de Demenge.
Die Josephinische Landesaufnahme umfasste schließlich über 4.000 Blätter aus den Jahren 1763 bis 1785. Im Einzelnen wurden die folgenden habsburgischen Landesteile erfasst:
| Region                                               | Jahr                    | Übersicht |
| ---------------------------------------------------- | ----------------------- | --------- |
| Herzogtum Ober-Schlesien                             | 1763                    |           |
| Königreich Böhmen                                    | 1764–1767               |           |
| Markgrafschaft Mähren                                | 1764–1768               |           |
| Österreichische Niederlande                          | 1764–1771               |           |
| Temescher Banat                                      | 1769–1772               |           |
| Großfürstentum Siebenbürgen                          | 1769–1773               |           |
| Banal Grenze                                         | 1773–1775               |           |
| Distrikt Bukovina                                    | 1773–1776               |           |
| Österreich unter der Enns                            | 1773–1781               |           |
| Karlstädter Generalat                                | 1774–1775               |           |
| Oberösterreich mit Innviertel und Grafschaft Neuburg | 1775–1777 und 1779–1780 |           |
| Galizien und Lodomerien                              | 1779–1783               |           |
| Slavonische Militärgrenze                            | 1780                    |           |
| Walachisch-Illyrisches Banater Militär-Regiment      | 1780–1784               |           |
| Deutsch Banater Militär-Regiment                     | 1769–1772               |           |
| Warasdiner Generalat                                 | 1781–1782               |           |
| Provinz Slavonien                                    | 1781–1783               |           |
| Königreich Ungarn                                    | 1782–1785               |           |
| Provinz Kroatien                                     | 1783–1784               |           |
| Innerösterreich                                      | 1784–1785               |           |

Tirol blieb anfangs ausgenommen, da bereits seit 1774 das Kartenwerk Atlas Tyrolensis im Maßstab 1:103.800 von Peter Anich und Blasius Hueber vorlag. Die genaue Aufnahme von Tirol, 1803 begonnen, blieb unvollendet und musste 1806 wegen der Französisch-Bayerischen Okkupation abgebrochen werden.
Bis 1806 entstanden weitere Einzelblätter, die auch Gebiete aus Südwestdeutschland (Vorderösterreich) und kleinere Teile der Schweiz, Frankreichs, Venedigs erfassten.
Die Landesaufnahme existierte ursprünglich nur in zwei Ausfertigungen, je eine für den Kaiser und den obersten Feldherrn. Sie wurde geheim gehalten. Die Blätter sind – je nach Engagement der mitarbeitenden Personen – von unterschiedlicher graphischer, aber auch technischer Qualität. Die einzelnen Blätter haben keine einheitliche vermessungstechnische Grundlage (keine Triangulation) und können daher nicht ohne Weiteres zu größeren Einheiten zusammengefügt werden.
Die Karten der Josephinischen Landesaufnahme sind im Österreichischen Staatsarchiv/Kriegsarchiv zugänglich.
Die Josephinische Landesaufnahme wurde dann ab 1807 durch die Franziszeische (2.) Landesaufnahme ersetzt.

## Beispiele für Blätter der Josephinischen Landesaufnahme

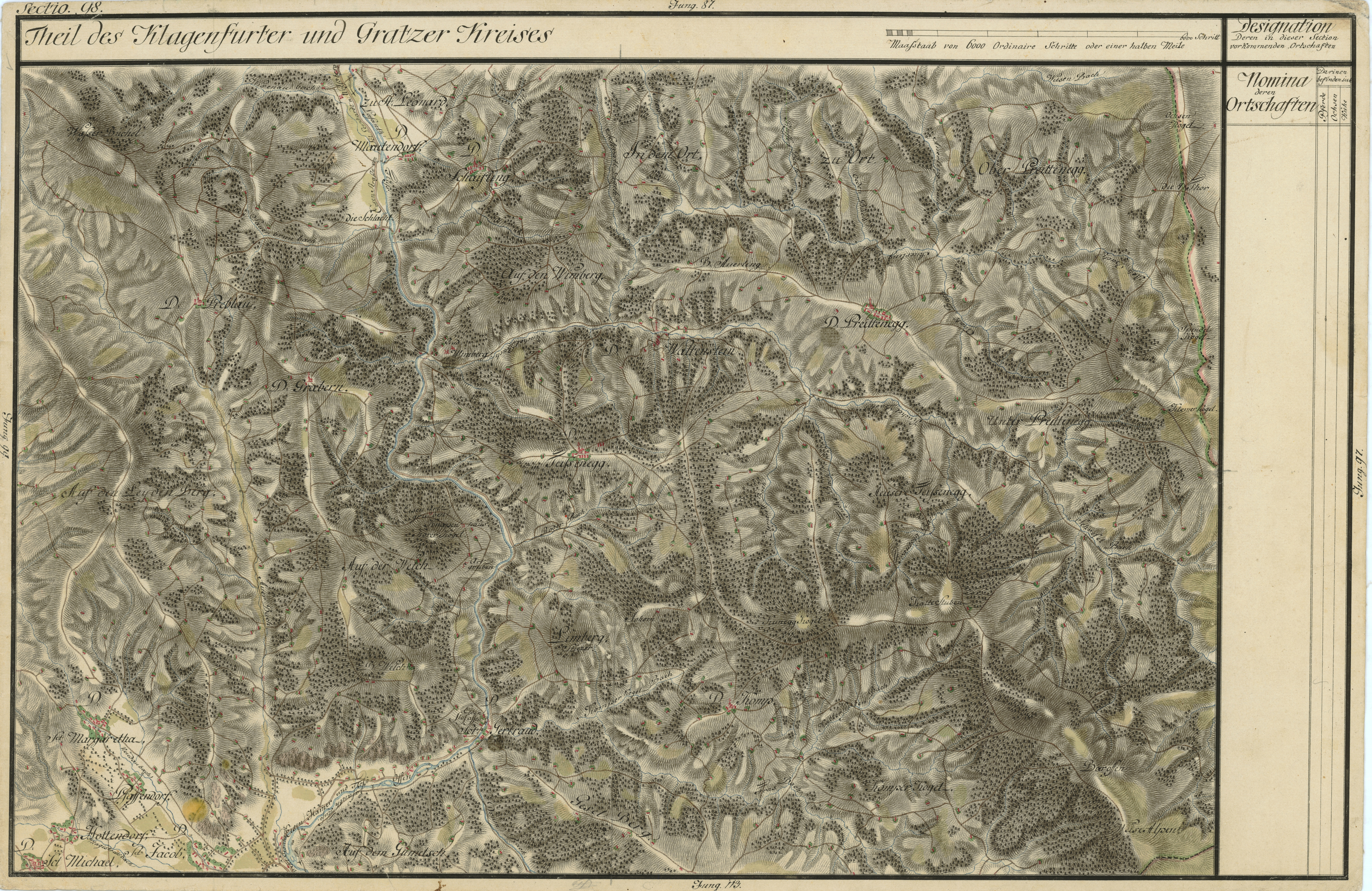
Nördliches Lavanttal und Preitenegg im Westen der Koralm
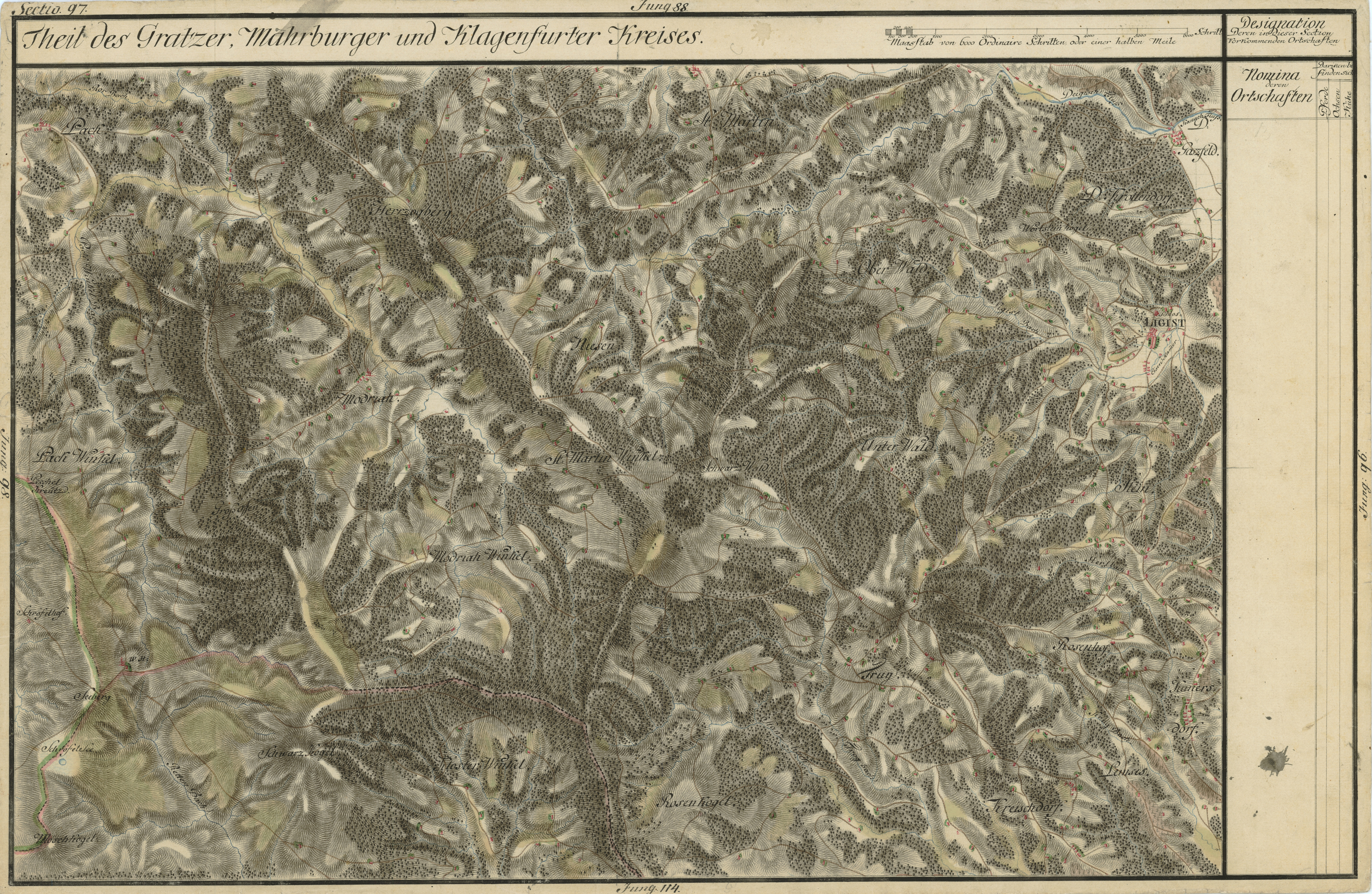
Hebalm mit Schröfelsee (links unten) und Klosterwinkel (unten Mitte)
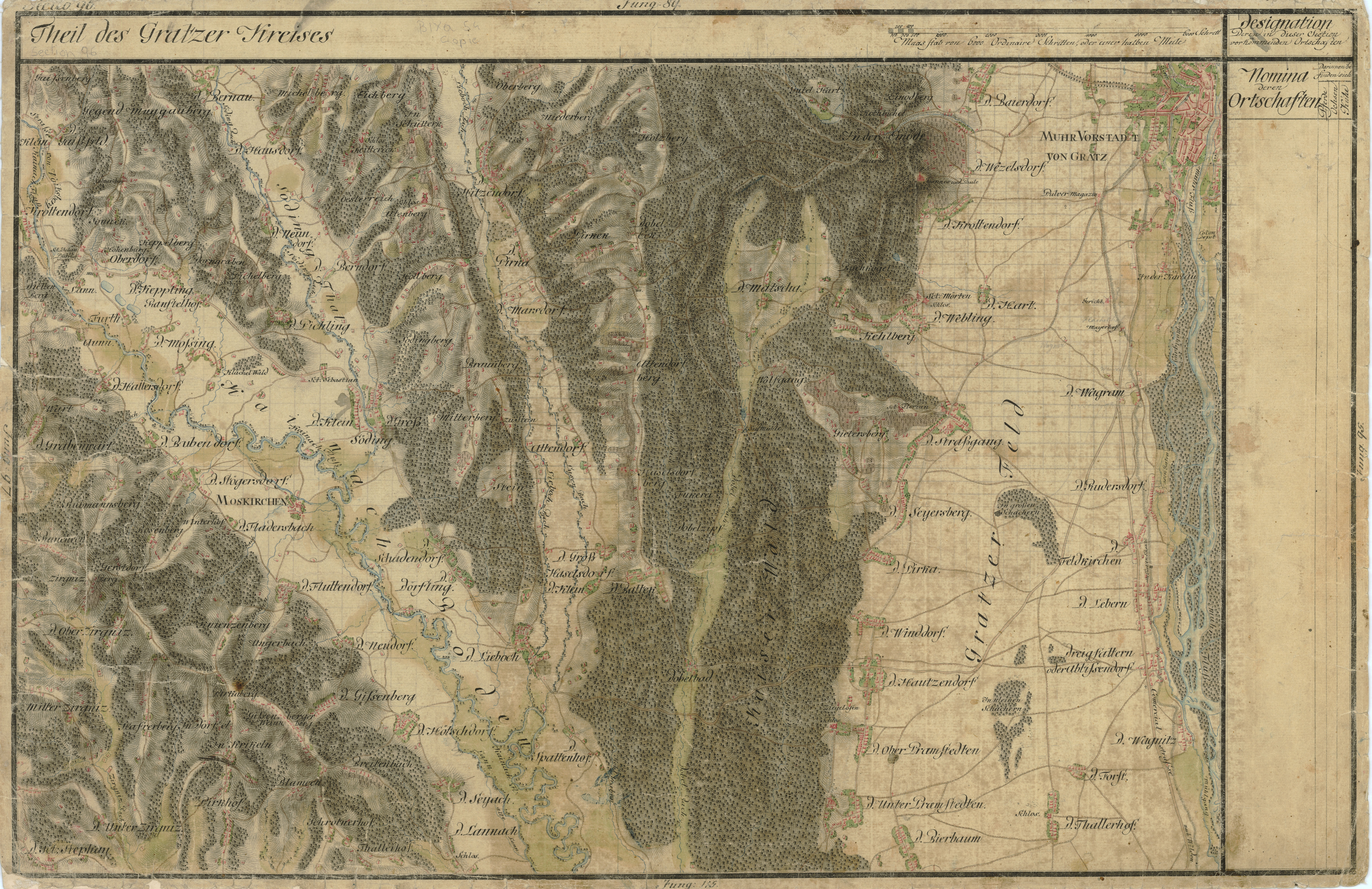
Kainachtal bei Mooskirchen und Lannach, Grazer Feld südwestlich von Graz
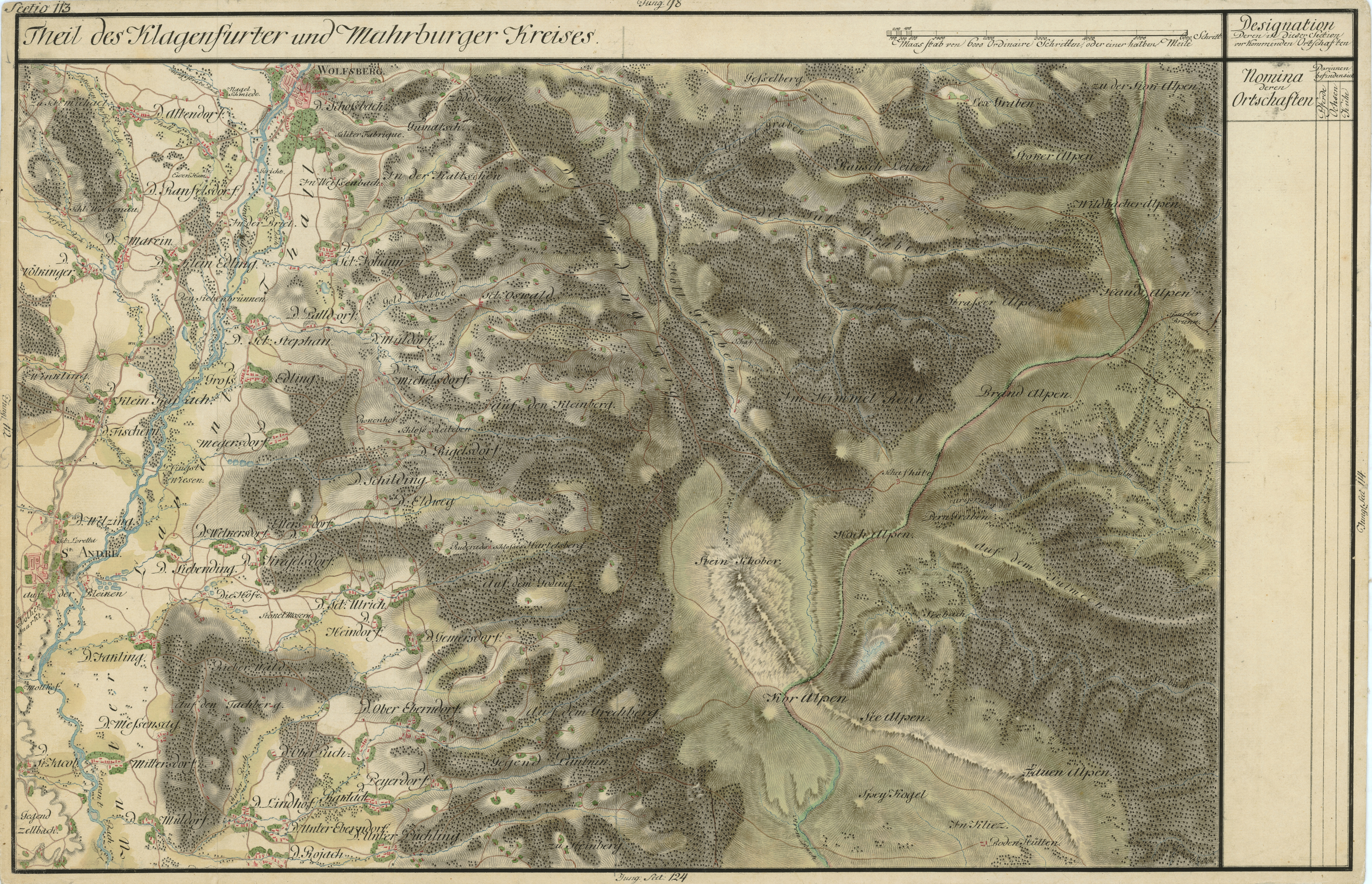
Südliches Lavanttal, Weinebene und Speikkogel im Süden der Koralm
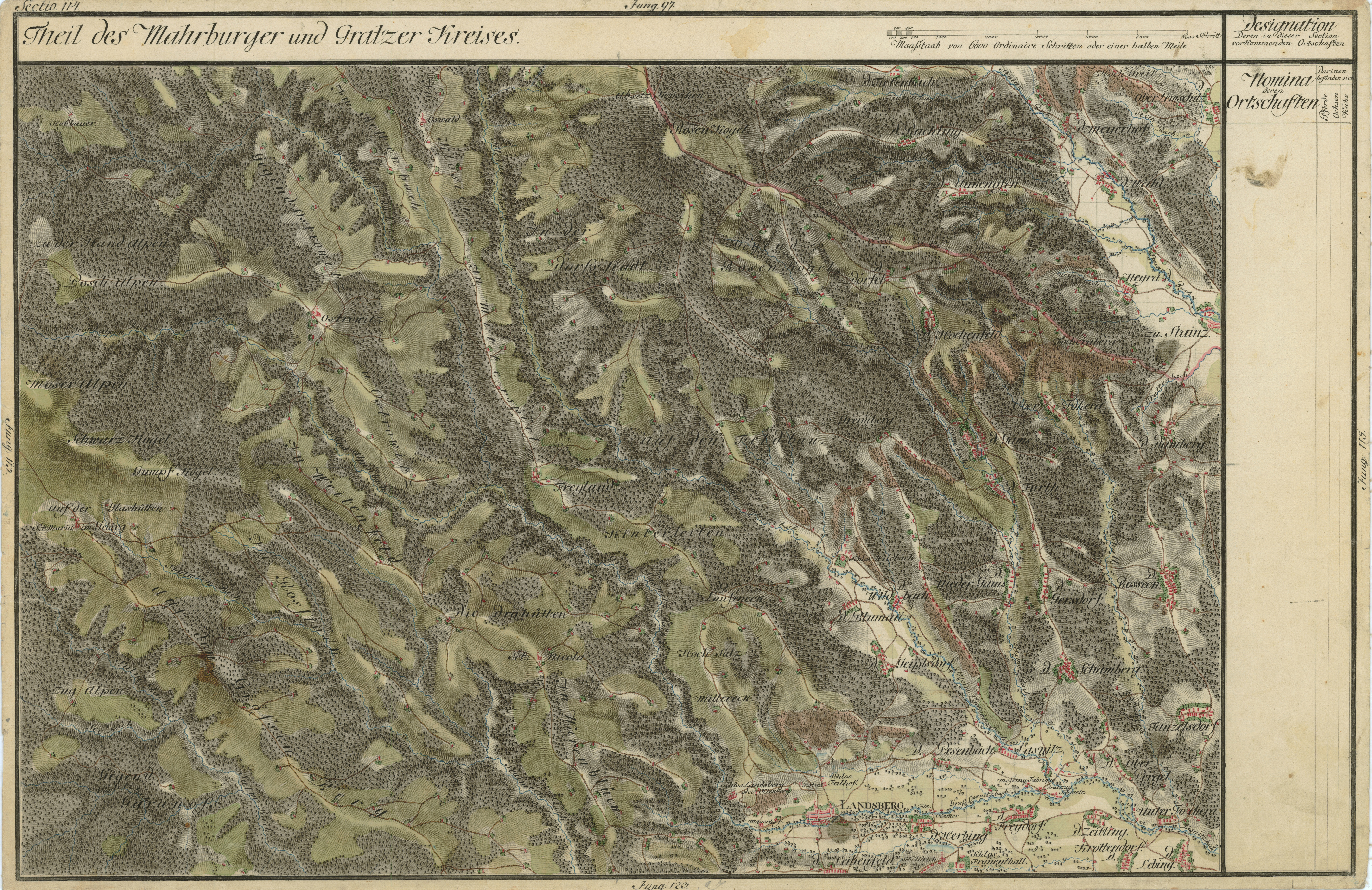
Schwarzkogelzug nordwestlich Deutschlandsberg mit Ostrowitz, St. Oswald in Freiland, Trahütten und Freiland
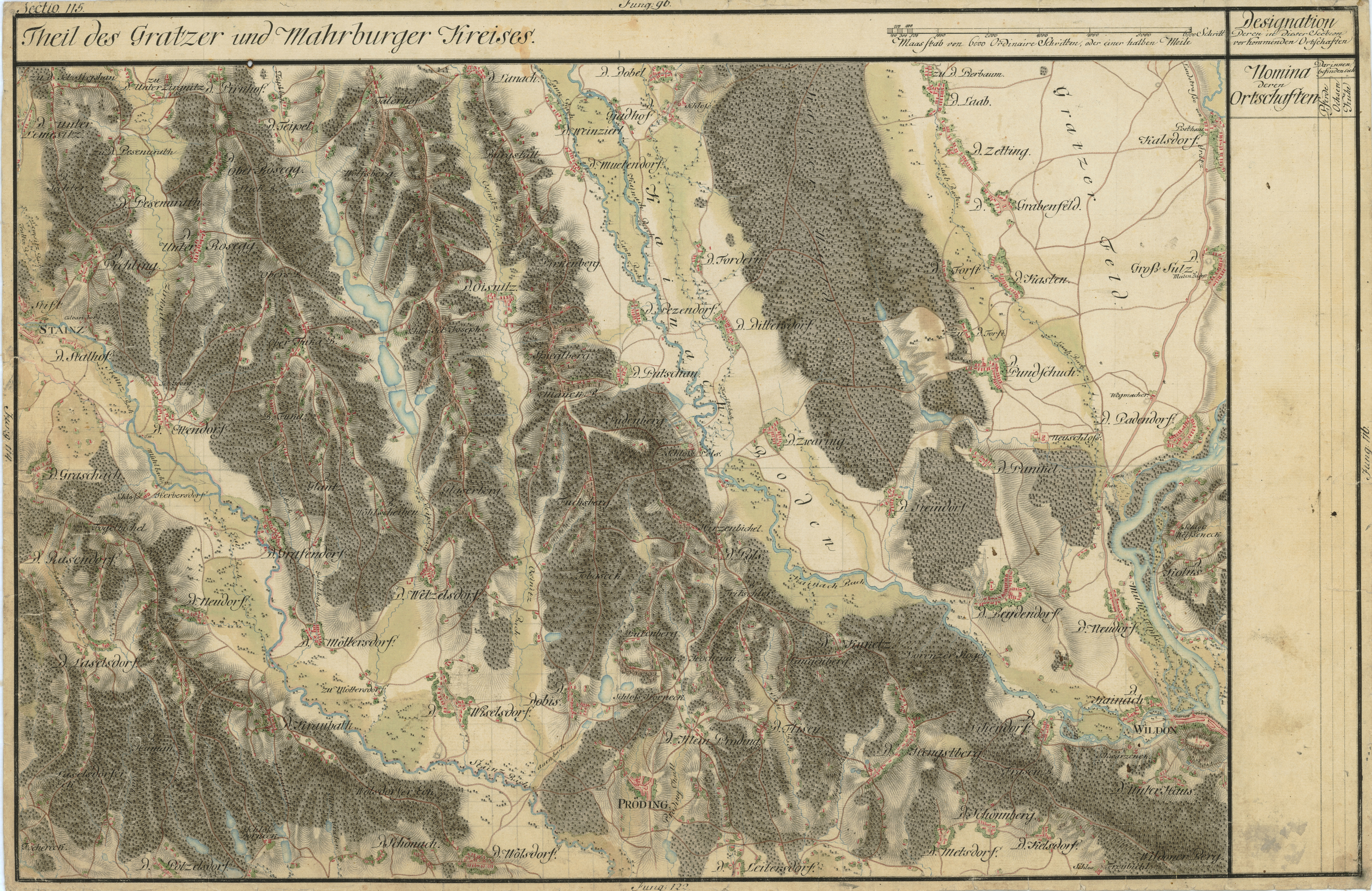
Unteres Stainztal, Kainachtal bis zur Mündung in die Mur bei Wildon
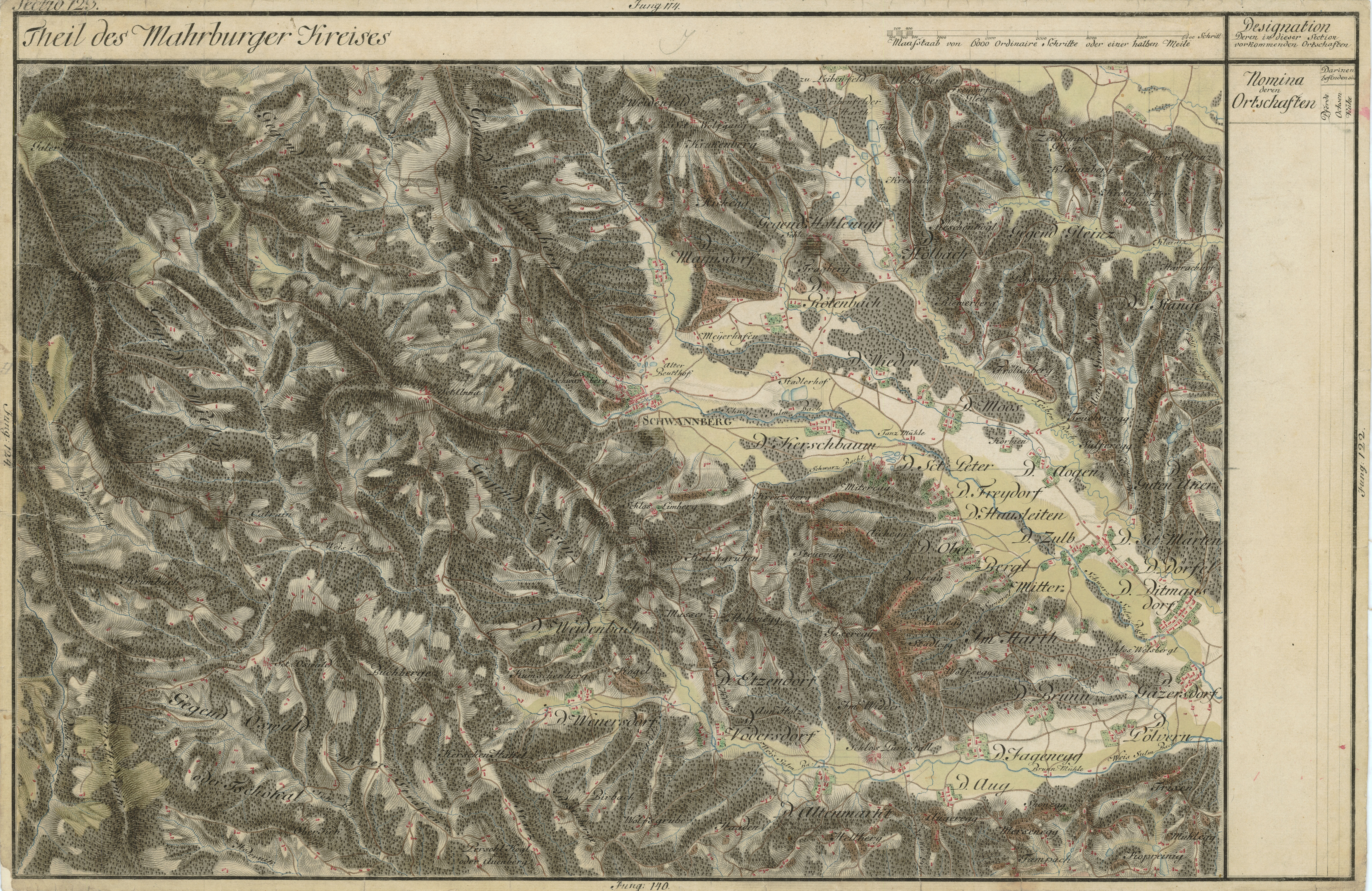
Schwanberg und Umgebung
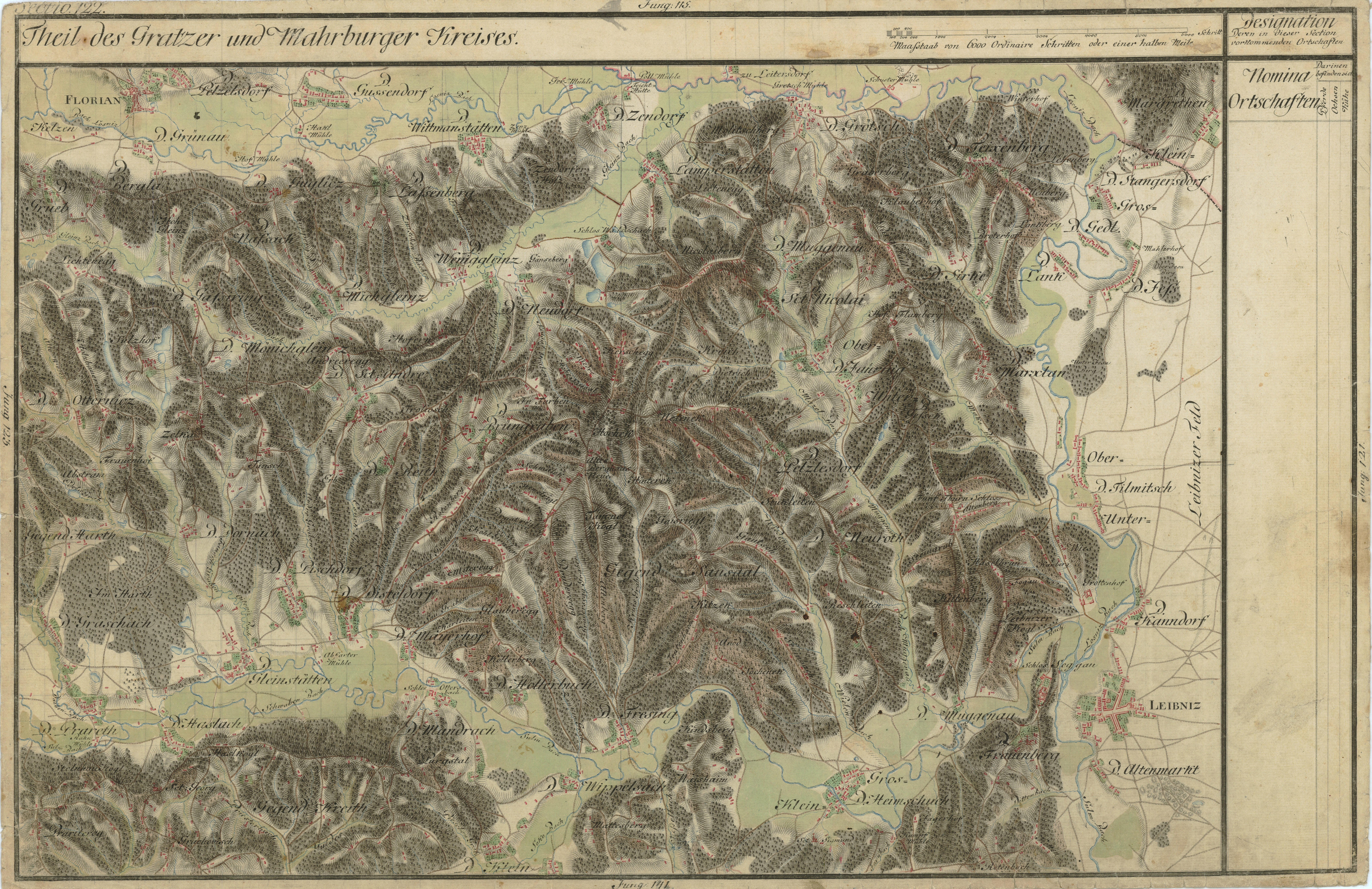
Sausal, Unterlauf von Laßnitz und Sulm, Leibnitz
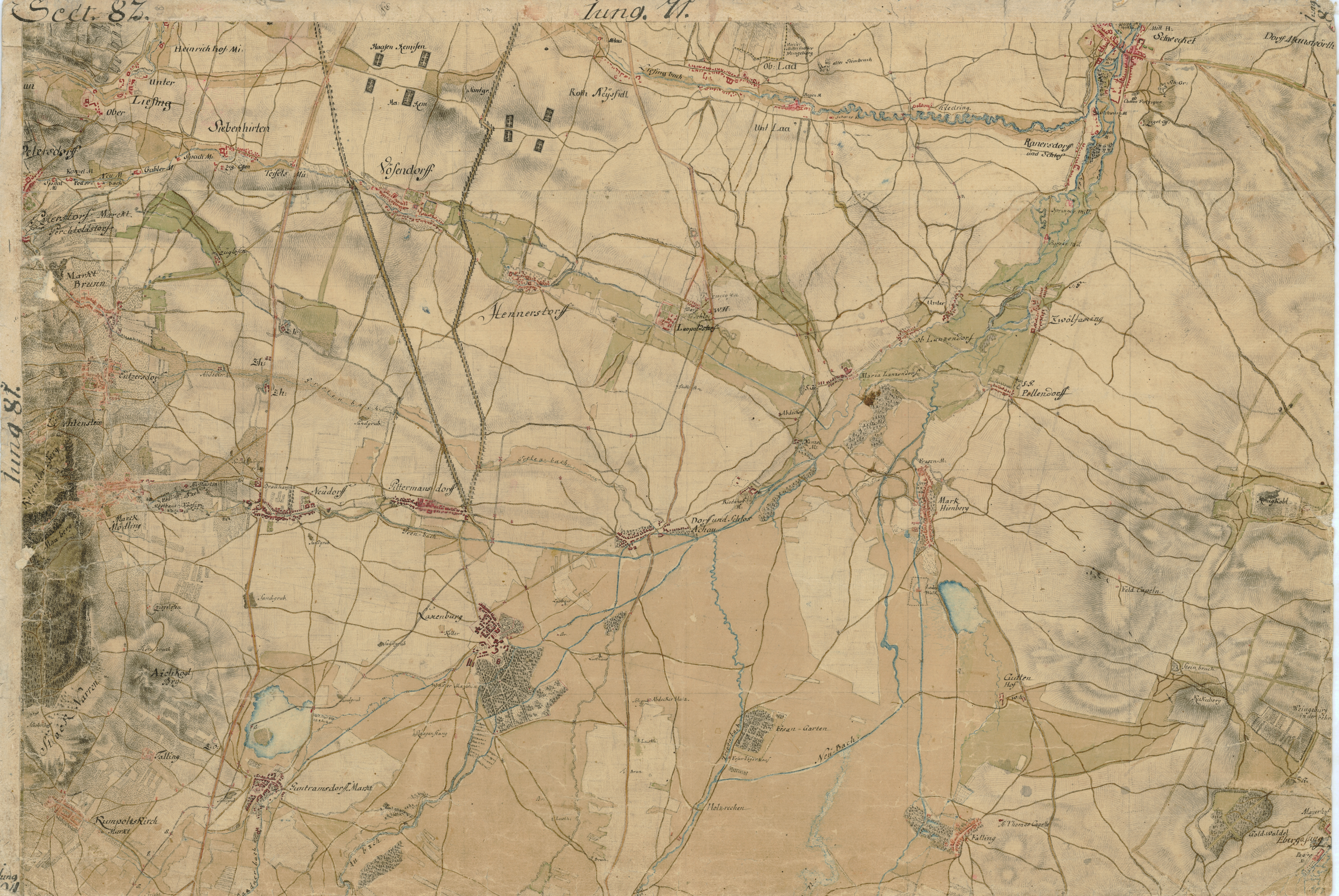
Wiener Becken südlich von Wien (Liesing, Laxenburg, Mödling)
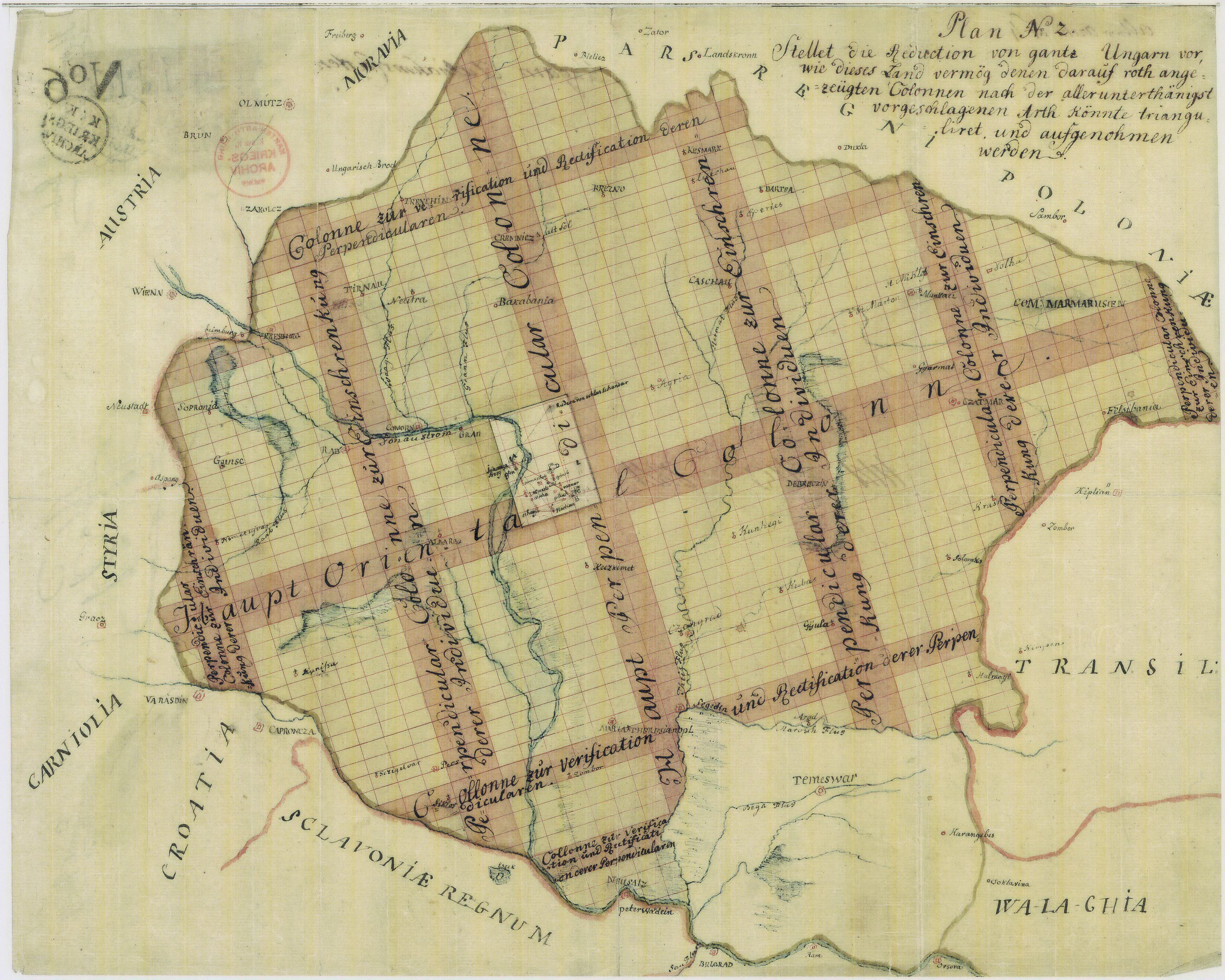
Königreich Ungarn (Plan)
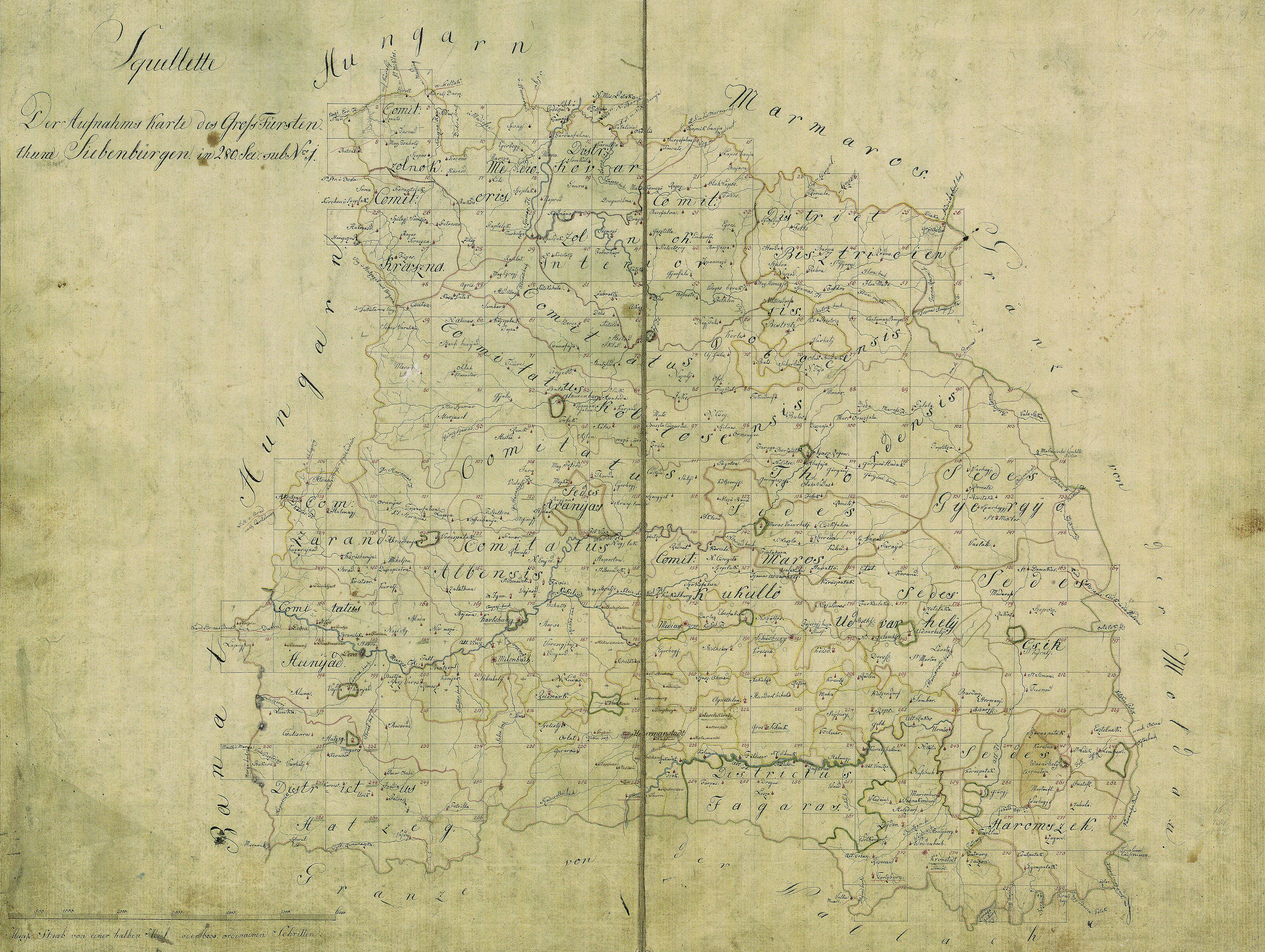
Großfürstentum Siebenbürgen mit Hermannstadt und Kronstadt
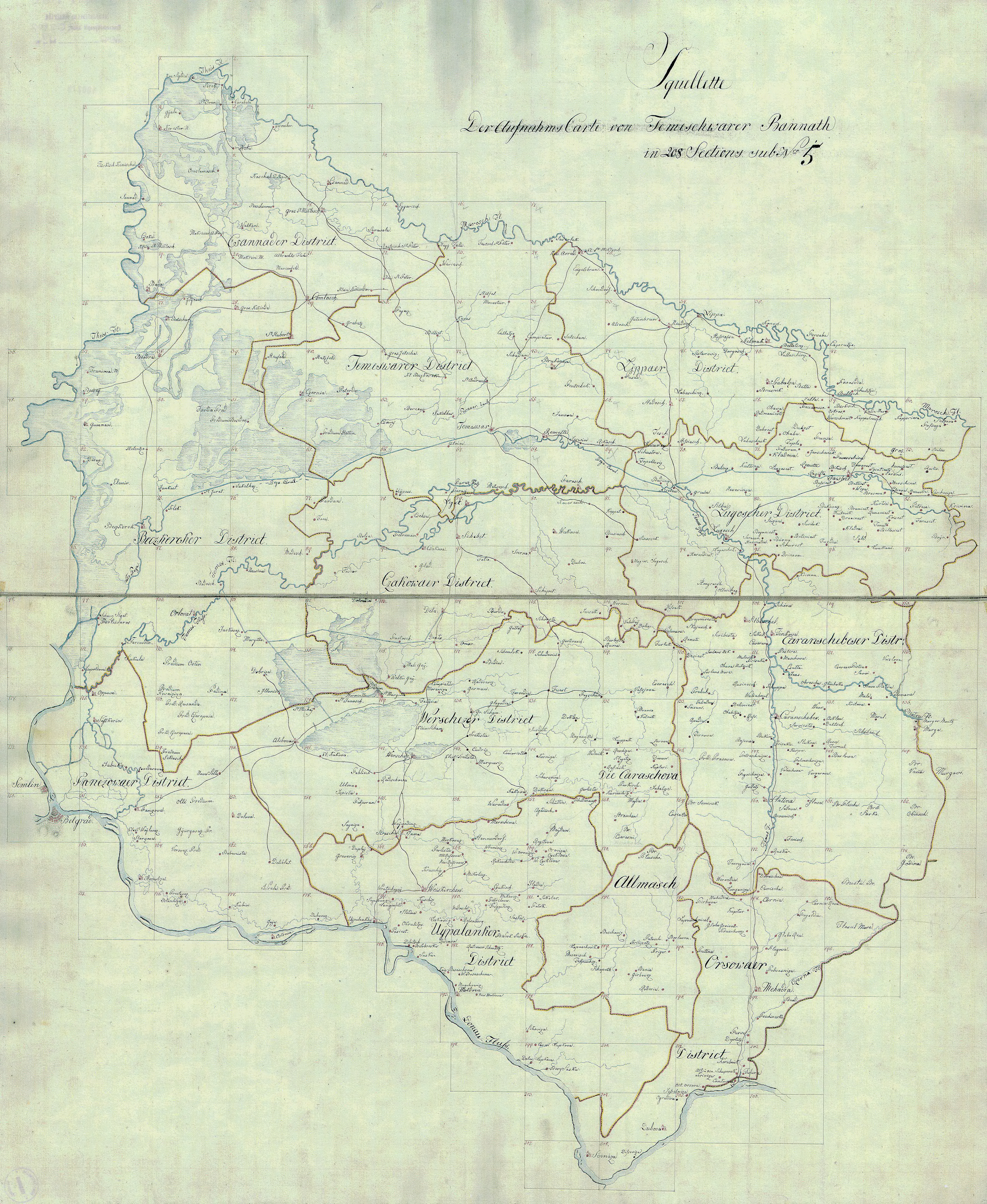
Temescher Banat, (1718–1778)
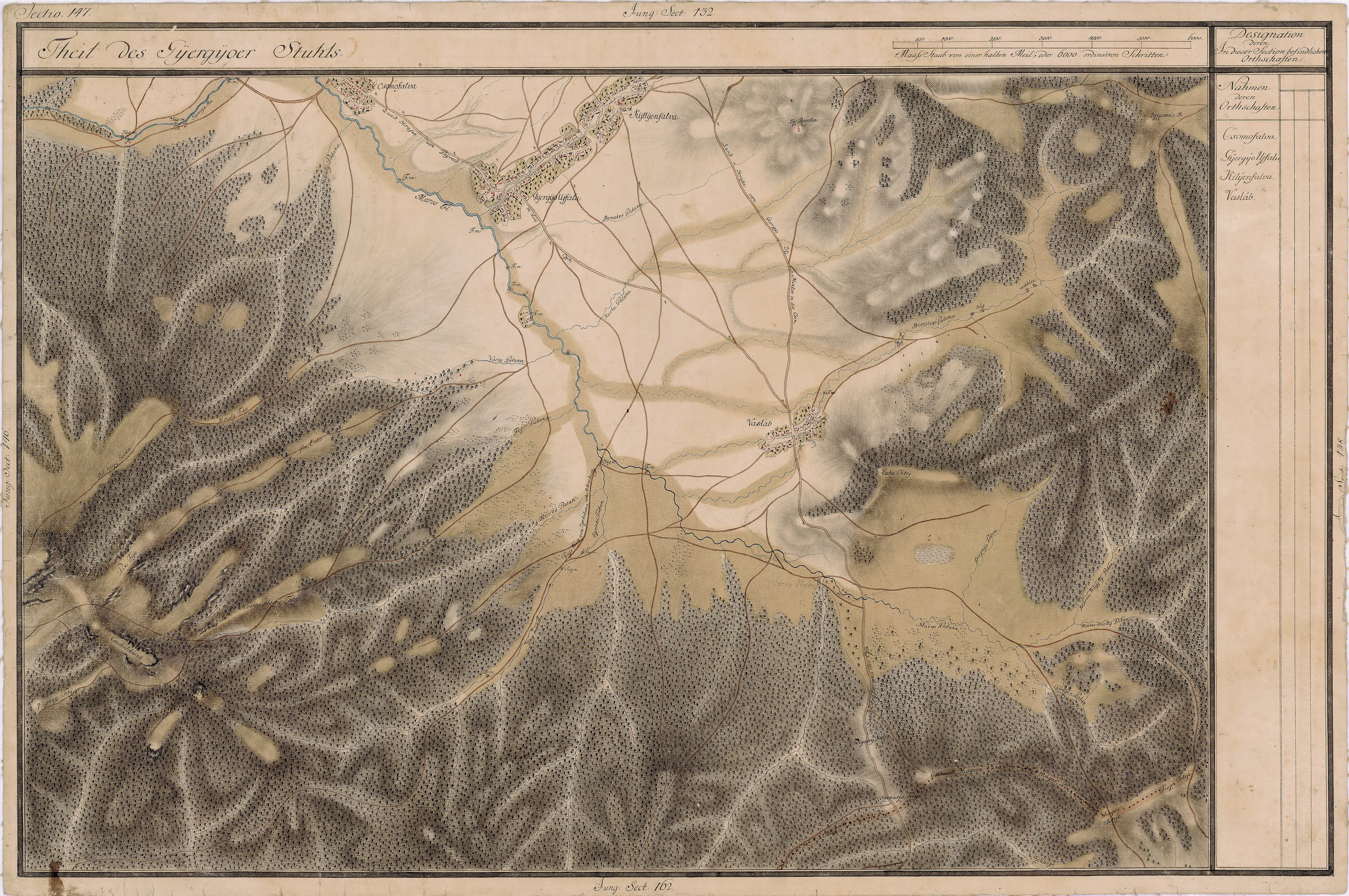
Siebenbürgen, (1769–1773)